# Timbuktská univerzita
Timbuktská univerzita, neboli Univerzita v Timbuktu vznikla jako volné sdružení tří medres. Patří mezi nejstarší univerzity v Africe. Nachází se ve městě Timbuktu, na území dnešního afrického státu Mali.

## Historie
Univerzita byla založena v 10. století. Ve 12. století zde studovalo asi 25 000 studentů z Afriky a Středomoří. Podle střízlivějších odhadů ve 13. stol. celé město Timbuktu obývalo asi 10 000 lidí a začal kulturní rozvoj. Snad již ve 14. stol. byly v Timbuktu vybudovány tři velké a významné mešity s madrasami, na které byla později vázána výuka na tzv. Timbuktské univerzitě. Univerzita byla toho času volným sdružením těchto madras, které vyučovaly studenty na nádvoří mešit nebo v přilehlých domech. Město zbohatlo zejména zprostředkováním obchodu se zlatem. Se sílícím významem univerzity dosahoval stále větší profitability také obchod s knihami. Na univerzitě v Timbuktu se studovala islámská teologie, islámské právo, arabština, ale také medicína, matematika, astronomie, filozofie, geografie a další vědy. Největší slávy dosáhlo univerzitní město v 16. stol. Hlavní madrasy byly spojeny s mešitami Sankore, Djinguereber a Sidi Yahya.